# 克羅斯廷伯斯鎮區 (密蘇里州希科里縣)
克羅斯廷伯斯鎮區（英語：Cross Timbers Township）是位於美國密蘇里州希科里縣的一個行政鎮區。

## 地方資料
克羅斯廷伯斯鎮區的面積為123.57平方千米，當中陸地面積為122.66平方千米，而水域面積為0.91平方千米。根據2020年美國人口普查的數據，當地共有人口468人，而人口密度為每平方千米3.79人。